# Komorów-Wieś
Komorów-Wieś – nieoficjalna część wsi Komorów w Polsce, położona w województwie mazowieckim, w powiecie pruszkowskim, w gminie Michałowice.
Na terenie Komorowa-Wsi znajduje się dawna wieś Chlebów, obecnie uroczysko.
W latach 1975–1998 miejscowość należała administracyjnie do województwa warszawskiego.

## Historia
Miejscowość powstała po uwłaszczeniu chłopów w 1864 roku oddzielnie od majątku Komorów i początkowo liczyła około 20 gospodarstw. We wsi znajdował się młyn wodny nad zalewem na rzece Utracie, po I wojnie światowej zaopatrzony w turbinę elektryczną wytwarzającą prąd na potrzeby majątku. Młyn rozebrano po II wojnie światowej, śladem po nim jest istniejący do dziś Zbiornik Komorowski.
W latach 90. XX wieku Wspólnota Gruntowa Wsi Komorów przekazała obszar przy zbiegu ulic Turystycznej i Wiejskiej gminie Michałowice. Na terenie tym powstał ogródek jordanowski dla dzieci, korty tenisowe oraz stacja uzdatniania wody.